# Macrothemis flavescens
Macrothemis flavescens là loài chuồn chuồn trong họ Libellulidae. Loài này được Kirby mô tả khoa học đầu tiên năm 1897.